# Kościół św. Tekli w Dobrzycy
Kościół Świętej Tekli w Dobrzycy – drewniany rzymskokatolicki kościół parafialny znajdujący się w Dobrzycy, w powiecie pleszewskim, w województwie wielkopolskim przy Rynku.

## Historia

### Pierwszy kościół
Przypuszcza się, że pierwszy kościół powstał w Dobrzycy w XIV w. W przywileju biskupa poznańskiego Jana V z Lutogniewa herbu Doliwa z 1364 wymieniony jest Hancone de Dobrzicze, rządca kościoła dobrzyckiego i kanonik poznański. W związku z tym zapewne w XIV w. kościół w Dobrzycy nie tylko egzystował, ale co ważniejsze, posiadał duże znaczenie w diecezji, skoro rządca posiadał tytuł kanonika. Jeden z protokołów wizytacyjnych podaje: ad hanc Ecclesiam parochiae sunt limitrophae Lutynensis et Valcoviensensis haec Ecclesia est matrix (do tego tj. dobrzyckiego kościoła należą jako parafie filialne Lutynia i Wałków, a on jest ich kościołem macierzystym). Pierwszy kościół nosił prawdopodobnie wezwanie św. Krzyża i św. Katarzyny. Był zbudowany z drewna i znajdował się po zachodniej stronie rynku miasta. Zorientowany był na wschód, to znaczy ołtarz główny skierowany był ku rynkowi.

### Kościół z 1547

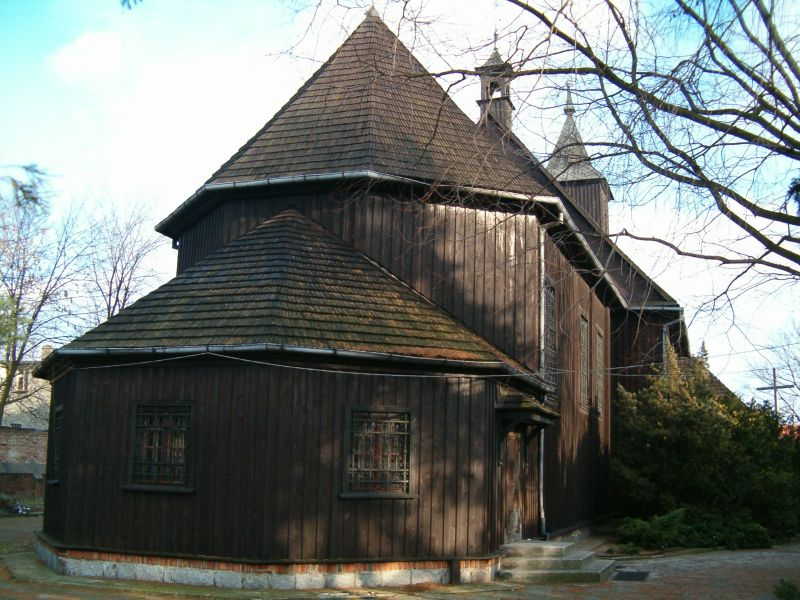
Kościół pw. św. Tekli, widok na zakrystię

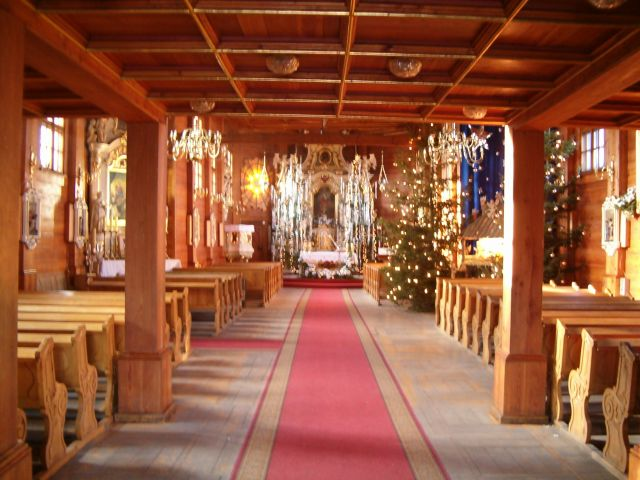
Widok na prezbiterium Kościoła pw. św. Tekli

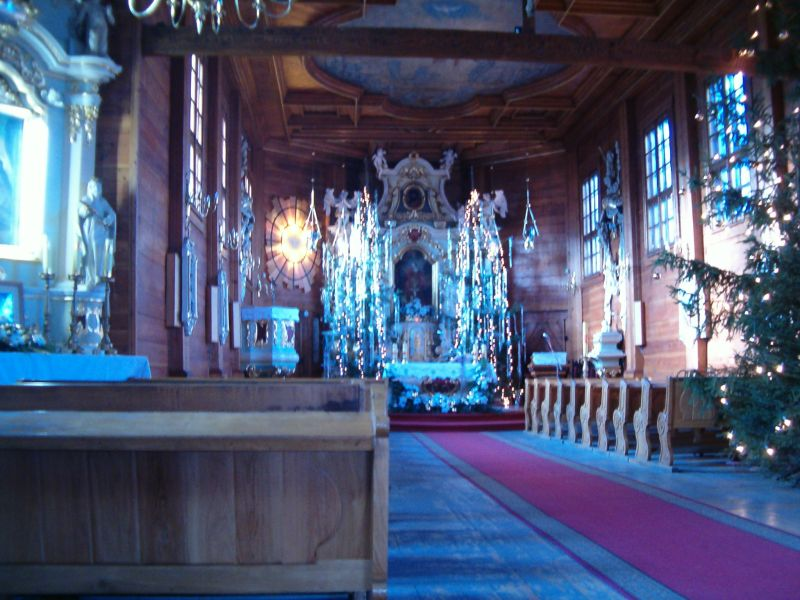
Nawa główna kościoła pw. św. Tekli

Pożar w 1545 r. strawił pierwszą świątynię dobrzycką. Na koszt Macieja Dobrzyckiego w 1547 postawiony został nowy kościół. Jak podają protokoły z wizytacji pasterskich (m.in. bp Wojciecha Tolibowskiego, biskupa poznańskiego z 30 stycznia 1660, ks. Gnińskiego, archidiakona śremskiego z 4 grudnia 1683, ks. Franciszka Lubowicza, kanonika poznańskiego z 7 stycznia 1726 oraz ks. Franciszka Wolińskiego, archidiakona śremskiego z 12 lutego 1742), kościół zbudowany był z drzewa, posiadał wieżę większą nad bramą główną oraz wieżyczkę ponad dachem. Zarówno kościół, jak i wieża pokryte były gontem. Dobrzycka świątynia była konsekrowana, posiadała trzy ołtarze, ambonę, chrzcielnicę, chór z organami i ławy. Sufit był podzielony na pola. Posadzka w nawie była z cegieł, natomiast w prezbiterium z dębowych desek. Kościół posiadał również 3 krypty, w których chowani byli fundatorzy i kapłani. Wokół kościoła znajdował się cmentarz grzebalny, na którym stała dzwonnica z dwoma dzwonami oraz kostnica. Teren kościoła ogrodzony był drewnianym płotem.
W ołtarzu głównym zamiast obrazu umieszczony był dużych rozmiarów krzyż, na którym Chrystus pomalowany był w naturalnych kolorach, ze srebrną cierniową koroną oraz ze srebrną przepaską na biodrach. Ołtarz pomalowany był na biało, detale snycerskie były częściowo złocone.
Dwa boczne ołtarze ozdobione były drewnianymi rzeźbami pomalowanymi na biało. Pierwszy, ku czci Matki Boskiej z figurą Matki Boskiej z Dzieciątkiem Jezus. Na szyi NMP zawieszony był sznur pereł – dar wotywny Dobrzyckiego. Drugi, ku czci św. Anny. W 1730 ówczesny właściciel Dobrzycy, Aleksander Gorzeński, który był także proboszczem tutejszej parafii, wyremontował kościół i wzbogacił go o dwa nowe ołtarze. Pomiędzy ołtarzem głównym a ołtarzem św. Anny wzniesiono ołtarz na cześć św. Katarzyny, a pomiędzy ołtarzem głównym a ołtarzem Najświętszej Marii Panny ołtarz poświęcono św. Józefowi.
Protokoły mówią także o posiadaniu przez parafię 1 monstrancji srebrnej, 2 kielichów srebrnych z patenami, wewnątrz pozłacanych, 3 kielichów srebrnych wewnątrz i na zewnątrz pozłacanych, 1 kielicha pożyczonego kościołowi w Witaszycach, 2 dzbaneczków do wina i wody z tacą, 1 pateny zamykanej dla chorych, trybularza, lampy wiecznej, pacyfikału z relikwiami.

### Kościół z 1778
29 października 1777 podczas wielkiego pożaru Dobrzycy spłonął budynek kościoła wraz z dzwonnicą. Z pożaru ówczesny proboszcz ks. Stanisław Łukomski uratował akta i księgi metrykalne oraz niewielką część wyposażenia kościoła: paramenta, obrazy – św. Józefa, św. Katarzyny, większą część wotów, lichtarze, krzyże i figury z ołtarza głównego: św. Jana Chrzciciela i św. Stanisława oraz Zmartwychwstałego Chrystusa.
Nowy Kościół został wzniesiony dzięki staraniom ks. Stanisława Łukomskiego przy dużym wsparciu finansowym Augustyna Gorzeńskiego. Prace nad nim zlecono cieśli Antoniemu Wilczerowiczowi. Zakończono je prawdopodobnie 19 sierpnia 1778. Data ta, wraz z tekstem: Krzak Mojżesza nie zgorzał dla boskiej w nim mowy: Tu kościół, choć dał się spalić, lecz wystawił nowy. Z Opatrzności najwyższej pod której promieniem, Ta świątynia powstała – jak Fenix – zgorzeniem. Roku pań. 1778 19 sierpnia., znajduje się na belce spinającej ściany kościoła.
Dekoracja wnętrza nastąpiła później. Pracę tę zlecono Franciszkowi Eytnerowi z Kalisza. Została ona ukończona w 1780 (ołtarz główny) i 1781 dwa ołtarze boczne. Obrazy ołtarzowe malował Augustyn Kierblewski: św. Tekli – w ołtarzu głównym i Matki Boskiej Różańcowej oraz św. Anny w ołtarzach bocznych.
W 1823 z inicjatywy we właścicielki Dobrzycy, Heleny Turno, wyremontowana została wieża oraz dach i elewacja zewnętrzna kościoła. Budynek został obity tarcicami.
W 1840 ówczesny proboszcz ks. Franciszek Kociński rozpoczął starania celem postawienia świątyni murowanej. Zamówił w 1845 w Ostrowie Wlkp. plan i kosztorys nowego kościoła z cegły, pod dachówką. Do realizacji tego planu nigdy jednak nie doszło, po pierwsze: w tym czasie Dobrzyca należała już do Arthura Banddelowa, który twierdził, że budowla jest niepotrzebna, gdyż kościół jest stosunkowo nowy i na potrzeby parafii w zupełności wystarcza, po drugie: ks. Kociński został przeniesiony do Koźmina, a jego następca, ks. Ruszczyński, który nie zabiegał o postawienie kościoła murowanego.
Kiedy kościół pochylił się niebezpiecznie ku południowi podparto go belką dębową. W takim stanie zastał go 1882 r., ówczesny proboszcz ks. Karol Bobrowski, który wyłącznie z dochodów plebańskich podjął się przeprowadzenia remontu. Położono wtedy nowe szkudły na dachu, a wieżę pokryto blachą.
Powrót do koncepcji budowy kościoła murowanego nastąpił w roku 1897, kiedy probostwo objął ks. Stanisław Niziński. W ciągu 6 lat pracy w dobrzyckiej parafii zebrał fundusz na budowę, opuszczając parafię pozostawił w kasie fundusz budowlany w wysokości 5800 mk.
Kolejny proboszcz, ks. Stanisław Śniatała, z chwilą nastania na probostwie w Dobrzycy kontynuował starania o budowę świątyni murowanej. Odstąpiono od realizacji projektu z powodu dużych kosztów i zdecydowano się jedynie na naprawę mocno już zniszczonego kościoła. Pod kościół podłożono kamienny fundament na zaprawie cementowo-kamiennej, przegniłe części konstrukcji zastąpiono zdrowym drzewem i zaimpregnowano gonty oraz położono nowy dach. Prace trwały do 1923 r.

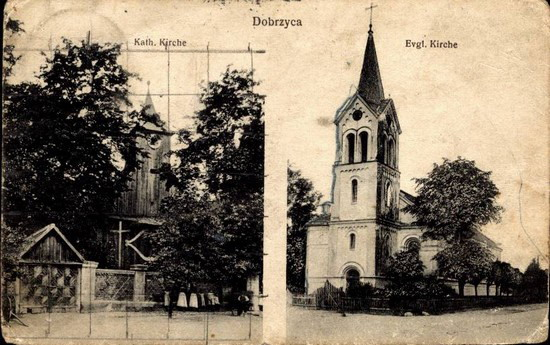
Widokówka z około 1930 r. z kościołami w Dobrzycy, katolickim i ewangelickim

W latach 1931–1938 przeprowadzono odnowienie wnętrza świątyni. Obito wewnątrz ściany heblowanymi deskami, przykrywając w ten sposób farbę olejną położoną jeszcze w 1872 r., pokasetonowano sufit.
Odnowiono też wszystkie ołtarze. Zadanie to zlecono rzeźbiarzowi Antoniemu Gładychowi z Chodzieży. Zamontowano szyby witrażowe i odnowiono wszystkie obrazy.
W czasie II wojny światowej budynek świątyni nie ucierpiał, choć całkowicie został ograbiony przez okupanta z paramentów. Dzięki staraniom Anny Molskiej i ks. Stanisława Śniatały, parafia otrzymała dar od ks. Jana Karmolickiego, proboszcza z Holdingford w stanie Minnesota w USA. Dzięki Polonii kościół wzbogacił się o: kapę białą, czarną, zieloną, fioletową; ornaty – dwa białe, dwa czerwone, zielony, fioletowy i czarny; zasłonę przed monstrancję; welon procesyjny; pięć białych stuł do kazań; sukienkę na puszkę; bursę dla chorych bogato haftowaną jedwabiem i złotą nitką; cztery alby; dwie komże; trzy obrusy, wielkie, ołtarzowe; obrusiki na balaski, korporały; puryfikaterze; lawaterze, palki i cingula.
Kolejny remont kościoła miał miejsce za ks. Zygmunta Mikołajczyka. Pokryto dach nowymi szkudłami, zbudowano podcień w głównym wejściu, zrekonstruowano organy. Ks. Mikołajczyk, ogrodnik hobbysta, urządził otoczenie kościoła i pobudował figurę Matki Boskiej w grocie za kościołem (dziś obok groty ustawiony jest dzwon ufundowany przez Teresę Rydzyńską).
Poważny remont, wraz z powiększeniem kubatury kościoła, rozpoczął ks. Henryk Buchalski w maju 1982 r. Zaczęto od ściany zachodniej. Przybudowano nową zakrystię, dzięki czemu bryła kościoła wydłużyła się o 3,70 m. Usunięto ścianę starej zakrystii. Rozbierano ściany, podłogę, chór i dano nowe drewno. Przesunięto wieżę, a bryłę kościoła przecięto i na rolkach przeciągnięto na nowe fundamenty o 6 m ku Rynkowi.
3 września 1983 r. odbyło się poświęcenie kościoła. Dokonał tego biskup Tadeusz Etter.
W dniach 19–22 września 1991 r. odbywał się Parafialny Kongres Eucharystyczny, któremu przewodniczył ks. Henryk Buchalski.

Dekretem w związku z decyzjami Ojca Świętego Jana Pawła II zawartymi w Bulli TOTUS TUUS Poloniae Populus 25 marca 1992 r. parafia dobrzycka znalazła się w diecezji kaliskiej, wchodzącej w skład Metropolii Poznańskiej.
Ostatnie prace konserwatorsko-remontowe przeprowadzono w latach 2002–2005 dzięki staraniom proboszcza ks. Andrzeja Szczeszyńskiego. Władze konserwatorskie, zarówno świeckie, jak i duchowne, wyraziły zgodę na konserwację wnętrz i prowadziły stały nadzór nad przebiegiem prac renowacyjnych. Powierzono je artyście Mirosławowi Stopikowskiemu. Zabiegi renowacyjne przywróciły dawny blask i koloryt całemu kościołowi: ołtarzom, ambonie, chrzcielnicy i drodze krzyżowej. Wyposażono kościół w żyrandole i kinkiety boczne harmonizujące z barokowym wnętrzem świątyni.
Od 28 lutego 2007 działa zegar na wieży kościelnej. W przeciągu całego dnia można usłyszeć wybijane różne melodie: o godz. 6:00 – Kiedy ranne wstają zorze, 12:00 – Anioł Pański, 15:00 – Jezu ufam Tobie, 21:00 – Apel Jasnogórski i o 21:37 Barkę na pamiątkę godziny śmieci papieża Jana Pawła II. W grudniu 2007 r. zostało zainstalowane oświetlenie zewnętrzne podświetlające całą bryłę kościoła.

## Organy

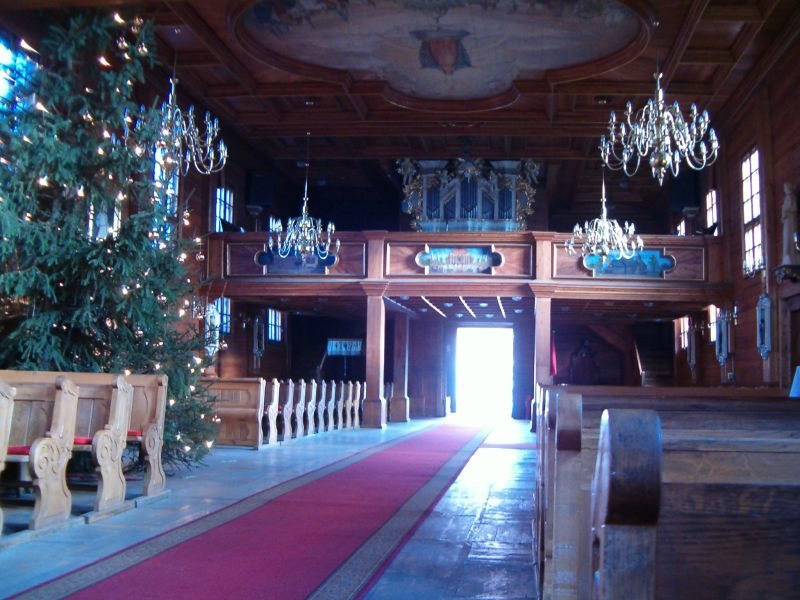
Widok na prospekt organowy Kościoła św. Tekli

Nie zachowały się wzmianki, czy pierwszy kościół, który spłonął w 1545 roku posiadał organy. Po zbudowaniu nowego kościoła w 1547 r., zamówiono dla niego w 1630 r. organy ustawione na chórze. Zamówienia tego dokonał 14 lutego 1630 r. proboszcz dobrzycki ks. Wojciech Bobowicz. W umowie zawartej z organomistrzem Wojciechem Hanusikiem z Borku ustalono, że pozytyw ma być struktur a chedogą wystawiony, a w nim osiem głosów, to jest Principał, Quatuorpedum, Flet actapedium, Octawa principialna Qwindecima Mixtura, Qwinta, Flet mały, Pusarz, Tremut, Bębny, go którego Pozytywu dwa Michy zrobić w skrzyni mają.
Klawiatura zaś miała znajdować się z boku.
Zbudowane przez Wojciecha Hanisika organy przetrwały aż do wielkiego pożaru z 29 października 1777.
Po wybudowaniu kościoła w 1778 r. wyposażono go w nowe organy dopiero w 1785 r. Budowniczym ich był organomistrz z Krakowa Majerowicz. To właśnie Majerowicz był też budowniczym organów dla kościoła Bernardynów w Koźminie, w latach 1770–1772. Fundatorem dobrzyckich organów był Augustyn Gorzeński.
Nowy instrument był większy, aniżeli poprzedni. Posiadał aż 9 głosów. Prospekt organowy wykonał snycerz Franciszek Eytner. Elementem centralnym jest umieszczone oko Opatrzności Bożej w promieniach obwiedzionych obłokami. Na gzymsach umieszczono grające na instrumentach muzycznych amorki. Organy dobrzyckie zbudowane w 1785 r. było ostatnim elementem wyposażenia kościoła z 1778 r. i wieńczyły proces restauracji świątyni po wielkim pożarze.
Podczas remontu kościoła przeprowadzonego przez proboszcza ks. Stanisława Śniatałę przesunięto organy do frontu balustrady chóralnej i wyremontowano je, dodając nowy register gamba. Zostały wtedy też nastrojone.
Ostatni poważny remont organy przeszły w latach 1982–1983 dzięki staraniom proboszcza ks. Henryka Buchalskiego. Poddane wtedy zostały gruntownej renowacji i przebudowie, przez firmę Antoniego Góralczyka z Burzenia.
Prospekt organowy został odnowiony odzyskując swą barokową kolorystykę. Sam instrument został także rozbudowany. Wymieniono w nim wszystkie piszczałki drewniane i większość cynowych, które były całkowicie zniszczone.
Zachowano starą wiatrownicę. Powiększono liczbę głosów z 9 do 12, wprowadzono nowe regestry, które umożliwiają zwiększenie efektów muzycznych.

## Dzwony dobrzyckiego kościoła

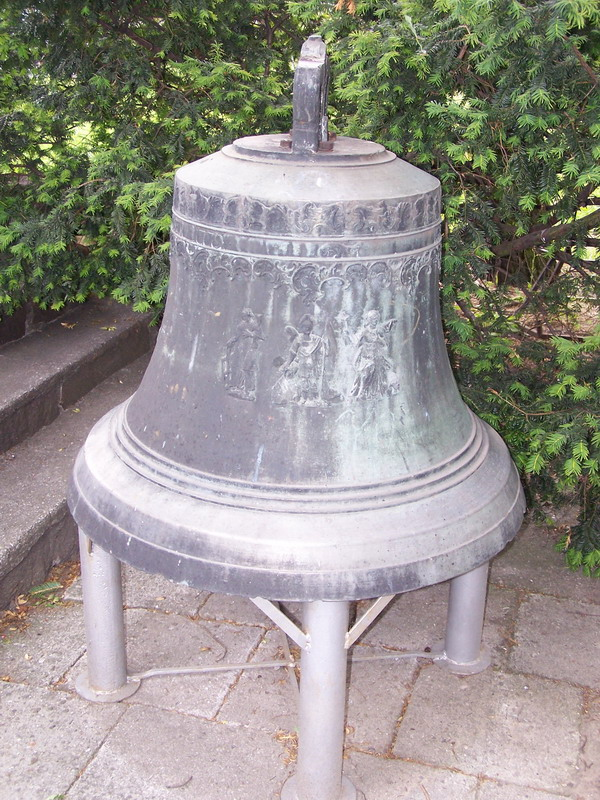
Dzwon ufundowany przez Teresę Rydzyńską

Do 1779 roku kościół posiadał dwa siedemnastowieczne dzwony. Po spaleniu miasta z ocalałych resztek materiału Teresa Rydzyńska, stolnikowa poznańska zleciła wykonać jeden nowy większy dzwon firmie ludwisarskiej z Poznania, który zawieszono w wieży nowo zbudowanego kościoła. Dzwon o pięknych barokowych ornamentach zawiera w koronie znak firmy ludwisarza: Johan Friedrich Schlenckermann goss mich in Posen 1779. Na dzwonie wykonano reliefy świętych: Wawrzyńca, Floriana i Tekli.
Dzwon wisiał do momentu wybuchu II wojny światowej. Wtedy to Niemcy zabrali go i nie wiadomo jakie były jego losy. Dopiero w 1947 roku w jednej z gazet ukazała się notatka, że w Hamburgu znajduje się kilkaset dzwonów zrabowanych prawdopodobnie w Polsce, których Niemcy nie zdążyli zużyć na cele wojenne.
Ówczesny proboszcz ks. Stanisław Śniatała napisał pismo do Kurii Arcybiskupiej w Poznaniu, w którym prosił aby delegacja, która zostanie wysłana w celach rewindykacji dzwonów sprawdziła, czy nie znajduje się tam dzwon z dobrzyckiego kościoła. Opisał go jako wykonany ze spiżu, wagi 10 centnarów z wierszem:
Po zgorzeniu miasteczka, kościoła z dzwonami
Ten dzwon z reszty dawnych, Rydzyńskiej łaskami
Stolnikowej poznańskiej Teresy imieniem
Chcącej pomoc dać duszom w piątki ten dzwonieniem
Dzwon ufundowany przez Teresę Rydzyńską, wrócił rewindykowany z Hamburga do Dobrzycy. Został on zawieszony na wieży i dopiero w czasie remontu kościoła w 1982 roku został z niej zdjęty, ponieważ jest pęknięty. Obecnie stoi przy kościele parafialnym.
Zanim jednak dzwon ten odnalazł się i wrócił do Dobrzycy, 30 kwietnia 1945 r. Stanisław Śniatała wystosował pismo do starostwa krotoszyńskiego przez wójta dobrzyckiego wniosek o przekazanie parafii Św. Tekli dzwonów z kościoła ewangelickiego mieszczącego się przy ulicy Koźmińskiej. Starostwo dało pozytywną odpowiedź i Państwowe Przedsiębiorstwo Traktorów (dawna firma Greczmiela) przystąpiła do demontażu i zawieszenia dzwonów na wieży kościoła pw. św. Tekli.
Kościół parafii ewangelickiej w Dobrzycy posiadał spiżowe dzwony z Klasztoru Panien Cysterek w Ołoboku, które rząd pruski skonfiskował w latach 30. XIX wieku. W I wojnie światowej w 1917 roku dzwony zostały zajęte na potrzeby wojenne.
Dzwony przeniesione z kościoła ewangelickiego zostały przez ks. Śniatałę poświęcone w wigilię Zesłania Ducha Świętego. Są one ulane nie ze spiżu, ale ze stali przez ludwisarnię Kruppicher Gussstall i mają donośny dźwięk.
Ocalał przez całą zawieruchę wojenna mały dzwon znajdujący się na sygnaturce.

## Obecne wyposażenie

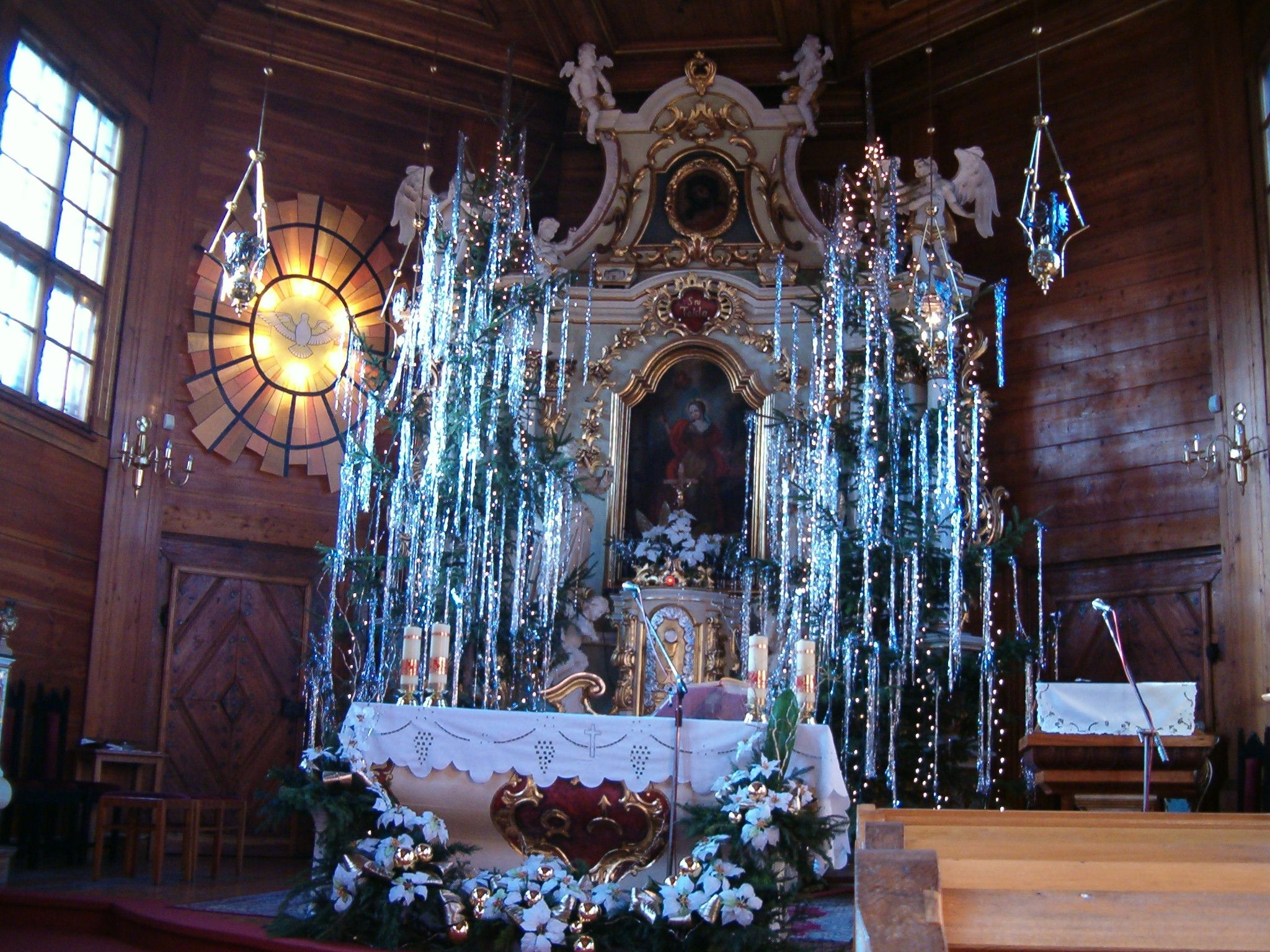
Ołtarz główny w Kościele pw. Św. Tekli

Ołtarz główny powstał w 1780 r., w stylu rokokowym. Odnawiany był kilkakrotnie, w 1938 r. przez Taranczewskiego i w 1954 r. W 1938 t. dawna kolorystyka została zamalowana – kolor zmieniono na biały ze złoceniami. Jest to ołtarz architektoniczny, z parami kolumn i pilastrów ustawionych ukośnie. W retabulum znajduje się obraz św. Tekli, który zasłania obraz MB Częstochowskiej. Na bokach dwie figury św. Piotra i Pawła. Między kolumnami dwie mniejsze figury przeniesione z ołtarza św. Anny, jedna z nich to św. Joachim, druga – postać nieznana. Zwieńczenie w formie szczytu z ćwierćkolistymi spływami z obrazem Chrystusa Boleściwego. Jest to obraz pochodzący z XVII w., odnowiony w 1854 r., o czym świadczy napis na odwrocie. Do 1954 r. posiadał nałożoną srebrną koronę i srebrną sukienkę, a obok wisiały srebrne wota, co dowodzi, że obraz cieszył się specjalnym kultem. Po odnowieniu w 1954 r. zyskał wygląd taki jak obecnie.
Ołtarz MB Różańcowej wykonany w 1781 r., odnowiony w 1938 r. i 1954 r. Obraz MB Różańcowej w profilowanej ramie z bogatym ornamentem rocaille ujęty jest w pilastry, na tle których znajdują się figury św. Dominika i św. Katarzyny Sieneńskiej. Obraz św. Trójcy pochodzi z I poł. XVIII w. U dołu dwie postacie świętych w strojach polskich, są to św. Kryspin i św. Kryspinian.

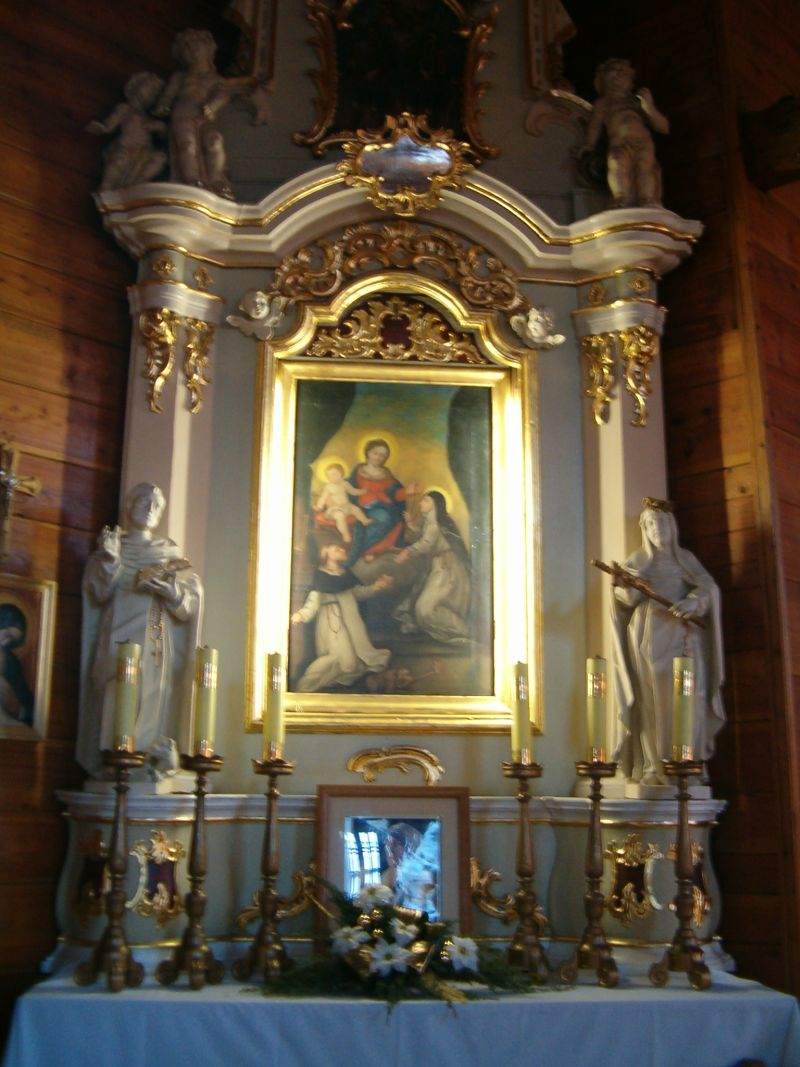
Ołtarz Św. Anny w kościele pw. św. Tekli

Ołtarz św. Anny wykonany został w 1781 r. w retabulum, ujętym w pilastry z dekoracją rocaille w miejsce kapitali; stojące figury św. Stanisława i św. Jana Chrzciciela. Obie figury są wcześniejsze o cechach XVII w. Sztywny, prosty układ postaci. Biskup z pastorałem, św. Jan z księgą. Figury odrestaurowano w 1992 r., przywracając im pierwotną polichromię. W zwieńczeniu obraz św. Jana Nepomucena, pochodzi z II poł. XVIII w., malowany w stylu barokowym, zamiast aureoli nad głową umieszczono wieniec ciemnożółtych gwiazd.
Chrzcielnica wykonana przez Franciszka Eytnera, o dużych wartościach artystycznych, pochodzi z 1783 r., w stylu rokokowym. Jest chrzcielnicą przyścienną. W części dolnej misa chrzcielna schowana w rodzaj sarkofagu z figurą Baranka leżącego na księdze z siedmioma pieczęciami, wyżej niearchitektoniczna kompozycja ujęta w zawieszone draperie podtrzymywane przez putta. W środku figura św. Jana Chrzciciela. W zwieńczeniu wśród obłoków aniołek z trąbą.
Po przeciwnej stronie chrzcielnicy znajduje się ambona przyścienna wykonana w 1783 r. w stylu rokokowym, ośmioboczna z elementami rocaille. W zaplecku kompozycja ujęta w draperie, zawieszona na sznurze, zwieńczona elementem rocaille podtrzymywanym przez aniołki. Pośrodku płaskorzeźba: Chrystus w łodzi., a nad nim gołębica w promieniach. W zwieńczeniu aniołek w obłokach.
Dzięki odnowieniu ołtarzy, chrzcielnicy, ambony i nadaniu im stonowanej kolorystyki oraz wyeksponowaniu ołtarza głównego, który swą dekoracją wzbogaca prezbiterium, całość wystroju kościoła ukazuje swą jednorodność i niepowtarzalność, rzadko spotykaną w wystroju starych drewnianych kościołów. Całości dopełnia piękny prospekt organowy, wykonany również przez Franciszka Eytnera.

## Galeria

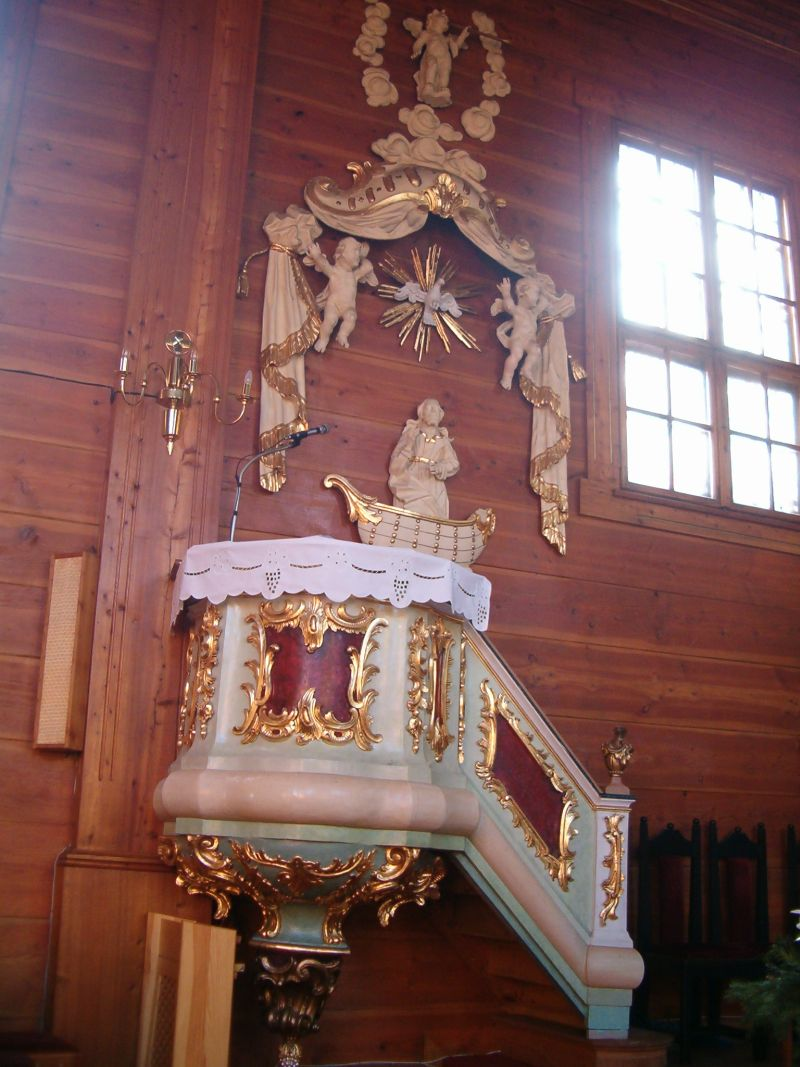
Ambona w kościele pw. Św. Tekli
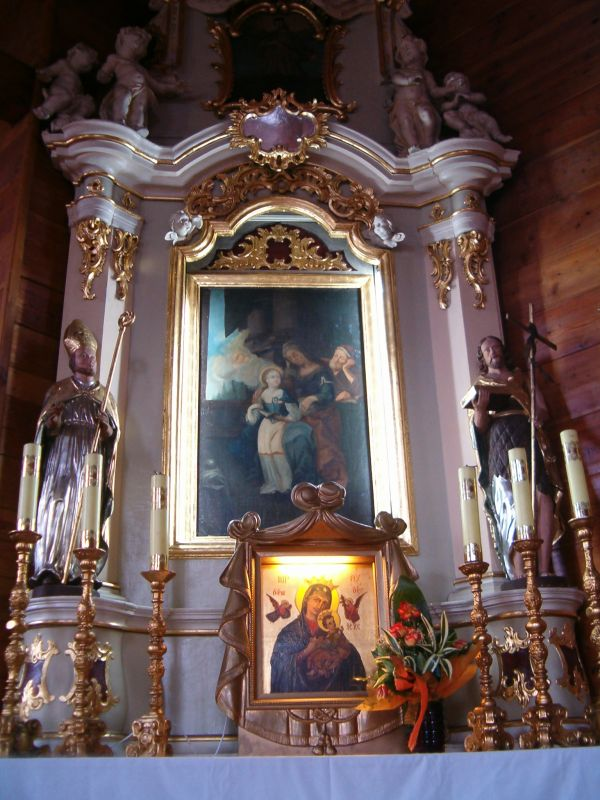
Ołtarz Św. Anny w kościele pw. Św. Tekli
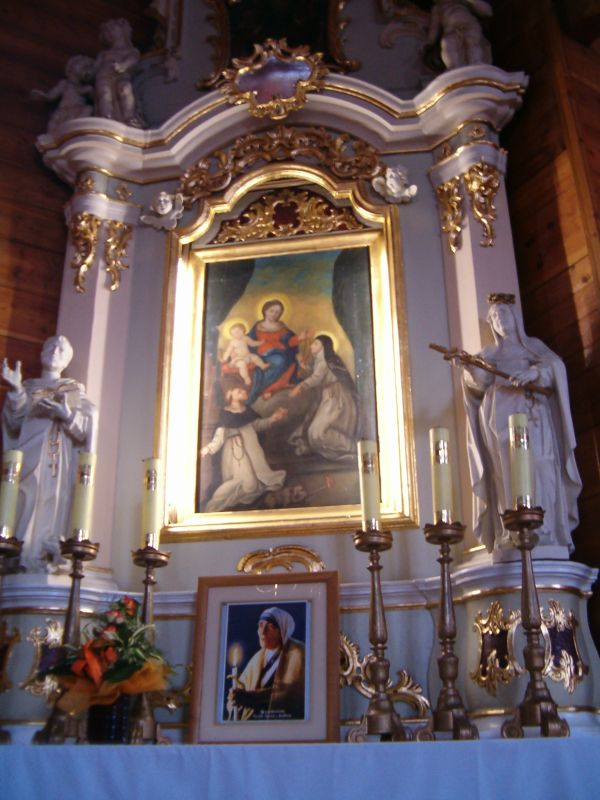
Ołtarz MB Różańcowej w kościele pw. Św. Tekli
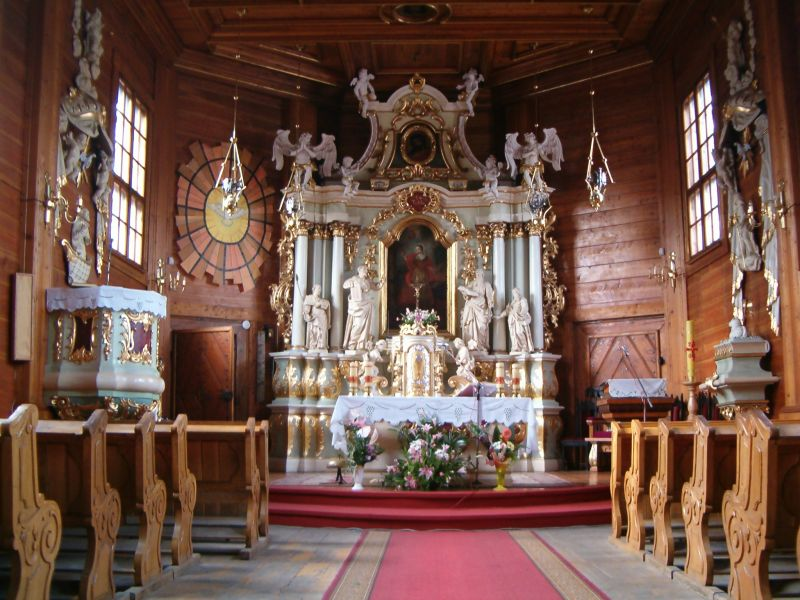
Ołtarz główny w kościele pw. Św. Tekli